# Cynoglossus maccullochi
Cynoglossus maccullochi is een  straalvinnige vissensoort uit de familie van hondstongen (Cynoglossidae). De wetenschappelijke naam van de soort is voor het eerst geldig gepubliceerd in 1926 door Norman.
De soort staat op de Rode Lijst van de IUCN als Onzeker, beoordelingsjaar 2009.